# Łaskun cejloński
Łaskun cejloński (Paradoxurus zeylonensis) – gatunek drapieżnego ssaka z podrodziny łaskunów (Paradoxurinae) w obrębie rodziny wiwerowatych (Viverridae).  Gatunek słabo poznany.

## Taksonomia
Gatunek po raz pierwszy zgodnie z zasadami nazewnictwa binominalnego opisał w 1778 roku niemiecki przyrodnik Johann Christian Daniel von Schreber nadając mu nazwę Viverra zeylonensis. Holotyp pochodził ze Sri Lanki.
Ostatnie badania genetyczne wykazały, że na Sri Lance występuje tylko jeden gatunek z obrębu rodzaju Paradoxurus. Autorzy Illustrated Checklist of the Mammals of the World uznają ten gatunek za monotypowy.

### Etymologia
- Paradoxurus: gr. παραδοξος paradoxos „niezwykły, nadzwyczajny”; ουρα oura „ogon”[12].
- zeylonensis: Cejlon, Sri Lanka[13].

## Zasięg występowania
Łaskun cejloński występuje na Sri Lance.

## Morfologia
Długość ciała (bez ogona) 50,2–58 cm, długość ogona 43,7–52,5 cm; masa ciała 3–6 kg. Niewielki łaskun o złotobrązowym ubarwieniu. Wzór zębowy: I {\displaystyle {\tfrac {3}{3}}} C {\displaystyle {\tfrac {1}{1}}} P {\displaystyle {\tfrac {4}{4}}} M {\displaystyle {\tfrac {2}{2}}} = 40.

## Tryb życia
Gatunek nadrzewny, przebywa w koronach dużych drzew. Tryb życia i biologia rozrodu tego gatunku nie została poznana. Jest aktywny nocą. Przypuszczalnie samica rodzi 2-3 młodych w jednym miocie. Pojawianie się młodych osobników obserwowano w październiku i listopadzie. Paradoxurus zeylonensis żywi się głównie owocami. Zanotowano również przypadki zjadania małych kręgowców i owadów.